# Јохан Кристијан Поликарп Еркслебен
Јохан Кристијан Поликарп Еркслебен (22. јун 1744 – 19. август 1777) био је немачки природњак и професор физике и ветерине на Универзитету у Гетингену. Написао је Anfangsgründe der Naturlehre (1772) и Systema regni animalis (1777). Био је оснивач (1771) прве и најстарије високошколске ветеринарске установе у Немачкој, Институт Ветеринарске Медицине.
Син је Доротеје Кристијане Еркслебен, прве Немице која је стекла звање доктора медицине.

## Дела
Нека од дела:
- 1767 Einige Anmerkungen über das Insektensystem des Hr. Geoffroy und die Schäfferschen Verbesserungen desselben. Hannoverisches Magazin, Hannover (Stück 20) 305-316
- 1772 Anfangsgründe der Naturlehre. Göttingen und Gotha, Dieterich 648 p., 8 Taf.
- 1775 Anfangsgründe der Chemie . Göttingen, Dieterich, 472p. дигитално издање - Universitäts- und Landesbibliothek Düsseldorf
- 1769-1778 Pallas, P. S., Baldinger, E. G., Erxleben, J. C. P. [пун назив] Peter Simon Pallas Naturgeschichte merkwuerdiger Thiere, in welcher vornehmlich neue und unbekannte Thierarten durch Kupferstiche, Beschreibungen und Erklaerungen erlaeutert werden. Durch den Verfasser verteutscht. I. Band 1 bis 10te Sammlung mit Kupfern. Berlin und Stralsund, G. A. Lange (Samml. 1-10), 48 Taf.